# Peggy Guggenheim
Peggy Guggenheim (Nueva York, 26 de agosto de 1898 - Padua, 23 de diciembre de 1979) fue una socialité, coleccionista y mecenas estadounidense de arte.

## Primeros años
Al nacer (en el seno de una familia de magnates) fue registrada con el nombre de Marguerite Guggenheim. Era hija de Benjamin Guggenheim, hombre de negocios muerto en el naufragio del Titanic, y de Florette Seligman. El creador de la Fundación Guggenheim, Solomon R. Guggenheim, era tío suyo. 
Su padre era de origen suizo-alemán judío y su madre judío-alemana holandesa. Ambos provenían de familias judías que habían emigrado desde Europa y llevaban dos generaciones haciendo fortuna en Estados Unidos. En sus memorias, Guggenheim recuerda que todos en su familia estaban locos o eran muy extraños. Uno de sus tíos maternos, llamado Washington, "tenía el hábito de mascar carbón, lo que le dejó los dientes negros. Incluso tenía una chaqueta con bolsillos especiales para guardar el carbón y el hielo, que también mascaba. Se suicidó a los cincuenta y seis años dándose un tiro con una pistola". Su madre, Florette Seligman, también tenía sus excentricidades; entre ellas, la costumbre de repetir tres veces todo lo que decía.
A la edad de 21 años, heredó una fortuna de 2,5 millones de dólares (aproximadamente 20 millones de dólares actuales).[cita requerida] Su padre, Benjamin, al fallecer en el hundimiento del Titanic, no llegó a amasar la fortuna de sus hermanos; por lo tanto, la cantidad que Peggy heredó fue poca, comparada con la gran riqueza de sus primos.

## Vida en Francia

### Matrimonio con Laurence Vail
Tras terminar sus estudios, encontró trabajo en una librería vanguardista, donde, guiada por sus compañeras, conoció el arte vanguardista europeo por primera vez. En 1920 se mudó a París, Francia. Una vez allí se volvió amiga de los artistas y escritores de las vanguardias, muchos de los cuales vivían en la pobreza en el barrio de Montparnasse. En París, recorrió los museos y las calles y quedó maravillada por la ciudad. En 1921, viajó de vuelta a Nueva York para asistir a la boda de su hermana. En esta estancia en Nueva York, conoció a Laurence Vail, el que sería su primer marido, en casa de Helen y Leon Fleischman. Guggenheim describiría más tarde el impacto que este hombre le causó:
"Su hermoso, ondulado y dorado cabello se agitaba atrapado por el viento. Yo estaba escandalizada por su libertad y sin embargo también cautivada. Él había vivido en Francia toda su vida, tenía acento francés y arrastraba las erres. Era como una criatura salvaje. No parecía importarle lo que la gente pensaba acerca de él. Sentí, mientras caminaba calle abajo con él, que podía irse en cualquier momento, tenía tan poca conexión con el comportamiento ordinario".
Guggenheim se casó con Laurence Vail el 10 de marzo de 1922 y juntos pasaron su luna de miel en Roma y Capri. A través de su marido, se hizo amiga de Mary Reynolds (con quien Laurence había tenido un amorío anteriormente), que pronto sería la acompañante de Marcel Duchamp, y de Djuna Barnes (también ex-amante de Laurence), famosa escritora norteamericana. Entre otros artistas, conoció a Tristan Tzara y varios dadaístas en estos primeros años de su estancia en París.
Los problemas en su matrimonio con Laurence no se hicieron esperar. Guggenheim se fue dando cuenta de que era demasiado agresivo, la golpeaba en público y en una ocasión la sumergió dentro de la bañera por tanto tiempo, que ella sintió que se iba a ahogar. Según su biógrafa Mary Dearborn, Guggenheim tenía un fuerte complejo de inferioridad, que tenía dos causas principales: su nariz aguileña y sus raíces judías. 
Poco después de su boda, se dio cuenta de que estaba embarazada, durante este tiempo pasó sus días en el pueblo de Le Trayas, y compró su primer automóvil de lujo, un Gaubron descapotable que Laurence aprendió a conducir.
El niño nació el 15 de mayo de 1923, y fue bautizado (por los amigos de Peggy y Laurence) como Michael Cedric Sindbad Vail. Tras su nacimiento, el matrimonio fue a pasar el tiempo en Normandía, donde Guggenheim conoció a James y Nora Joyce y Man Ray, entre otros. Tras esto volvieron a viajar a Capri, y de ahí a Amalfi y Egipto. 
Tras volver de Egipto, el matrimonio volvió a emprender un viaje, esta vez los destinos fueron Venecia y Rapallo, donde visitaron al poeta Ezra Pound. Peggy se volvió a quedar embarazada y durante este tiempo viajó a Nueva York y de regreso se quedó en Suiza, donde nació su hija, una niña que sería bautizada como Pegeen Vail Guggenheim.
En 1927, mientras estaba en París, Guggenheim conoció a Isadora Duncan, que pasaba por tiempos difíciles. Probablemente, Isadora esperaba que Peggy le ayudara económicamente, pero si era así, la decepcionó enormemente. A pesar de todo, hizo una fiesta en su honor. A esta reunión asistieron Cocteau, Hemingway, Pound, Gide, Natalie Barney y Jules Pascin. También lo hizo Marcel Duchamp, ahora en una relación con Mary Reynolds.
Los primeros meses de 1928, los Vail los pasaron en el sur de Francia con Emma Goldman. Durante este tiempo Guggenheim continuó sufriendo maltrato por parte de su marido. A finales de diciembre de 1928, le abandonó, obteniendo la custodia de Pegeen, mientras Laurence Vail se quedó con la de Sindbad.

## Inglaterra
Apoyándola para escapar de Laurence Vail estaba un escritor inglés de nombre John Holms, del que se enamoró tras romper su unión con Vail. Durante un año, la pareja arrendó el Hayford Hall, al que los amigos rebautizaron Hangover Hall (Salón de la Resaca), en Devon. En este mismo periodo, la escritora Djuna Barnes, que vivió con la pareja durante un tiempo, terminó de escribir su novela El bosque de la noche.
Cuando el plazo del alquiler de Hayford Hall terminó, la pareja se mudó a Londres. De su relación con Holms, Guggenheim escribió: "Él sabía que yo era mitad trivial y mitad extremamente pasional, y esperaba poder eliminar mi lado trivial". La muerte de John a causa de un infarto en 1934 fue un duro golpe para ella.
Cercana a los 40 años de edad, su vida privilegiada tomó una nueva dirección. En 1937, su madre murió, dejándole con otros 450,000 dólares de los que disponer. Decidió abrir una galería, por consejo de sus amigos. En sus palabras: "Alguien sugirió que pusiera una galería o una casa editorial, y yo pensé que una galería sería menos cara. Por supuesto, nunca pensé en las grandes cantidades de dinero que podría llegar a gastar."

### Duchamp y Beckett
Ella no sabía mucho de arte moderno ("mis conocimientos de arte llegaban hasta el impresionismo"), pero pronto aprendió de Duchamp, que le enseñó la diferencia entre abstracto y surrealismo, entre otras lecciones (más tarde Peggy diría de Duchamp que "fue la persona más influyente en mi vida"). "Tomé consejos de los mejores... escuché y ¡cómo escuché! Así fue como finalmente me convertí en mi propia experta".
Peggy viajó a París para buscar a los artistas que expondrían en su galería. Entre reuniones con pintores y escultores, tuvo un amorío con el escritor irlandés (futuro Nobel) Samuel Beckett, de quien llegó a escribir: "Sus idas y venidas eran completamente impredecibles, cosa que yo encontraba muy excitante, se presentaba a media noche con cuatro botellas de champaña y no me dejaba levantarme de la cama por dos días", sin embargo, Beckett "sufría de horribles momentos de crisis, cuando sentía que se estaba sofocando" cosa que tenía que ver con "sus terribles recuerdos de su vida en el vientre de su madre".
En 1938, la galería de Peggy, Guggenheim Jeune, ubicada en el número 30 de Cork Street (junto a la galería de Roland Penrose y la de E. L. T. Mesens) de Londres fue inaugurada con una exposición de Jean Cocteau. El arte surrealista y abstracto que Cocteau exhibió era desconocido en el Reino Unido. Mucha gente estaba desconcertada, si no es que molesta, por este tipo de "arte nuevo" y pocos compraron los cuadros. En su afán de fomentar las ventas y consolar a los artistas, la misma Peggy comenzó a comprar las obras secretamente. "Así fue como comenzó la colección", escribiría más tarde.
La exposición de la obra de Cocteau fue seguida por exhibiciones de Wassily Kandinsky (siendo esta la primera vez que Kandinsky exponía en Reino Unido), Yves Tanguy, Wolfgang Paalen y otros artistas, tanto famosos como emergentes. Peggy Guggenheim convocó a exposiciones de collage y escultura, con la participación de artistas como Antoine Pevsner, Henry Moore, Alexander Calder, Raymond Duchamp-Villon, Constantin Brancusi, Jean Arp, Max Ernst, Pablo Picasso, Georges Braque y Kurt Schwitters. Peggy admiraba también el trabajo de John Tunnard y es acreditada como su descubridora.

## Vuelta a Francia
La respuesta negativa del público inglés obligó a Peggy a cerrar la galería en 1939 (tras haber perdido 600 libras) y regresar a París en una nueva misión de compras, esta vez recolectando obras para un museo de arte moderno que pensaba abrir en París, en la Plaza Vendôme. Llevaba consigo una lista elaborada por el filósofo Herbert Read (quien había sido director de su galería en Londres) con varios nombres de escultores, fotógrafos y pintores, cuyas obras debía comprar.
Peggy estaba aún en París cuando la Segunda Guerra Mundial estalló. En lugar de retirarse a la seguridad de Nueva York, Peggy arrendó un departamento y comenzó a comprar obras frenéticamente. Su lema era "una pintura al día", y con el ejército alemán entrando por el norte del país, lo que menos faltaba eran vendedores. "Todos sabían que yo estaba en el mercado comprando lo que fuera". Gastó cerca de 40,000 dólares en pinturas y esculturas, a menudo comprando directamente a los artistas a precios de rebaja.

### Max Ernst
El 12 de junio de 1940, dos días antes de que los alemanes invadieran París, Peggy finalmente huyó a Grenoble, en el sur de Francia. Su colección había sido almacenada en el granero de un amigo en la Francia central para salvaguardarla del pillaje nazi (Peggy estaba furiosa de que el Louvre se hubiera negado a almacenarla, argumentando que era demasiado moderna para guardarla). Pero pronto volvió a las andadas, después de que un grupo de amigos pintores (incluido Max Ernst, que había escapado de un campo de concentración) le pidiera que los ayudara a escapar de Francia. Tras varios meses viviendo en Marsella, donde tuvo un "lujurioso amorío" con Max, Peggy y los artistas rescatados escaparon a Estados Unidos en julio de 1941.

## Nueva York
De vuelta en Nueva York, Peggy y Max se alojaron en una mansión en el East River, y se casaron en diciembre de ese mismo año. En octubre de 1942, Peggy abrió en Manhattan una nueva galería llamada Art of this Century. La galería estaba dividida en diferentes salas, cada una con un tema artístico, así pues, había una sala para el surrealismo y otra para el cubismo, además de un espacio para la venta de obras. Una de sus primeras exposiciones, The Exhibition by 31 Women, organizada en el año 1943, respondía a su preocupación por el lugar que ocupaban las artistas en las vanguardias como el dadaísmo o el surrealismo.

### Descubrimiento de Jackson Pollock
En 1943, Peggy Guggenheim estaba buscando nuevos talentos para la exposición del Salón de Primavera que sería exhibida en su nueva galería, y como parte de esta búsqueda de talentos colocó un anuncio en la revista Art Digest. El anuncio especificaba que cualquier artista estadounidense menor de treinta y cinco años podía presentar muestras de su obra. Los finalistas serían elegidos por un jurado conformado por Peggy Guggenheim, Piet Mondrian, Marcel Duchamp, James Joseph Sweeney y James Thrall Soby.
Uno de los artistas a ser considerados fue Jackson Pollock. El secretario/consejero de Peggy, Howard Putzel, resultó ser un temprano impulsor de Pollock, refiriéndose a él como "genio" y Matta también había recomendado a Pollock. Pero Peggy parecía no poder apreciar el genio de Pollock. Putzel, insistiéndole a Peggy que considerara a Pollock para el próximo Salón de Primavera, fue al estudio de Pollock en la Octava Avenida y llevó una selección de su obra a la Art of This Century para consideración del jurado. Mientras Mondrian examinaba Figura Estenográfica (Stenographic Figure; 1942) de Pollock, Peggy comentó: "Bastante fea ¿no es así? Eso no es una pintura ¿o sí?" Después de que Mondrian estuviera frente a la pintura por varios minutos, ella continuó su crítica: "Hay una absoluta falta de disciplina en esto", agregando que ella no creía que Pollock fuera admitido para la exhibición. Mondrian respondió, "Peggy, no lo sé. Tengo el sentimiento de que esta puede ser la pintura más emocionante que he visto desde hace mucho, mucho tiempo, aquí o en Europa". Peggy protestó diciendo que no era la clase de cosas que esperaba que fueran del gusto de Mondrian, él respondió que sólo porque fuera diferente de su propia obra no significaba que debía de disgustarle, agregando, "yo no sé lo suficiente acerca de este autor como para calificarlo de 'grande', pero sé que me obligó a detenerme y observar. Donde tú ves 'falta de disciplina' yo tengo la impresión de percibir una energía tremenda".
Cuando la exposición fue inaugurada, Figura Estenográfica fue incluida. Y los críticos, como Mondrian, estaban emocionados. La exhibición recibió muy buenas críticas de la prensa estadounidense, pero la que realmente enfatizó la inclusión de la obra de Pollock apareció escrita por Jean Connolly (amiga de Peggy) el 29 de mayo en el periódico Nation y decía: "Por primera vez el futuro revela un brillo de esperanza", comentaba algunas obras de Matta, Motherwell y otros como "pinturas que sería un placer poseer", y luego agregaba, "hay un gran Jackson Pollack [sic] que, me dijeron, hizo que el jurado entornara las pestañas".
Años más tarde, Peggy Guggenheim diría que: "el descubrimiento de Pollock fue, por mucho, mi más notable logro individual". Pero en años posteriores, Peggy resintió que su asociación con el artista fuera subestimada ("todo lo que hice por Pollock fue minimizado o completamente olvidado"). Cuando ella apoyaba la carrera de Pollock, vendía sus pinturas por no más de 1,000 dólares, hoy en día sus pinturas valen más de 100 millones.
Diariamente, Peggy iba acompañada de sus perros a la galería. De noche, organizaba fiestas a las cuales asistían invitados del medio artístico. Peggy dijo que, durante cinco años, se fue a la cama en estado de ebriedad. Pollock rara vez era invitado a estas fiestas, ya que "bebía demasiado y, cuando lo hacía podía llegar a ser incómodo por no decir diabólico". En una ocasión, Pollock, tras dejar en su casa una gran pintura que le habían encargado (Mural, 1944), fue directo al minibar de Peggy y, tras embriagarse con las botellas que allí había, orinó en la chimenea.
En 1943, Max Ernst y Peggy Guggenheim se separaron. En 1947 Peggy Guggenheim cerró su galería Art of This Century. "Estaba exhausta por mi trabajo en la galería, de la cual me había convertido en una especie de esclava".

## Venecia
Peggy decidió regresar a Europa, estableciéndose en Venecia, una de sus ciudades favoritas, donde permanecería por el resto de su vida.
El 30 de septiembre de 1948 la XXIV Bienal de Venecia le dedicó un pabellón exclusivo a algunas obras de la colección de Peggy Guggenheim, entre estas obras se encontraban seis de Jackson Pollock (Eyes in the Heat, The Moon Woman y Two). La exposición emprendió una gira por Italia, siendo exhibida en Florencia (febrero de 1949) y Roma (junio de 1949). Peggy escribió una carta a la galerista Betty Parsons fechada el 8 de octubre de 1949: "Aquí en la Bienal, Pollock fue considerado con mucho, el mejor de todos los pintores americanos".
Mientras su colección viajaba por Italia, Peggy compró el Palazzo Venier dei Leoni y lo adecuó a su modo de vida. Lo compartía con sus sirvientes, sus invitados y sus once perros. En 1951 abrió las puertas de su palazzo al público. Tres tardes a la semana, el público podía entrar a ver la magnífica colección (incluso había pinturas en el baño). La bodega del palacio fue convertida en un estudio de artista para los que quisieran trabajar ahí. Su costumbre de organizar fiestas siguió vigente y en su casa se reunían celebridades como Yoko Ono o Truman Capote.
A principios de los años 60 dejó de coleccionar, si bien prestaba sus obras a exposiciones.
En marzo de 1967, su hija, Pegeen, falleció en circunstancias misteriosas en su casa de París. Pegeen, que era una pintora alcohólica y adicta al Valium y a las píldoras para dormir, había intentado suicidarse previamente y fue encontrada tirada en el piso de su habitación por su esposo, el artista inglés Ralph Rumney. Peggy, que fue informada de la muerte de su hija por medio de un telegrama mientras estaba de viaje en México, nunca se recuperó de la pérdida.
En 1962, Peggy fue nombrada ciudadana honoraria de Venecia y podía ser vista con frecuencia recorriendo los canales de Venecia en su góndola privada. En una ocasión escribió a un amigo: "Adoro flotar hasta tal punto que no puedo pensar en nada más hermoso desde que dejé el sexo, o mejor dicho, desde que el sexo me dejó".
Poco antes de morir, Peggy escribió: "Miro hacia atrás en mi vida con gran alegría. Creo que fue una vida muy exitosa. Siempre hice lo que quise y nunca me importó lo que los demás pensaran. ¿Liberación de la mujer? Yo era una mujer liberada antes de que hubiera un nombre para eso".
Marguerite "Peggy" Guggenheim murió a causa de una apoplejía el 23 de diciembre de 1979 en Padua, Italia.
Legó su palazzo y su colección a la Fundación Guggenheim, a condición de que las obras de arte se mantuviesen juntas y expuestas en Venecia (Colección Peggy Guggenheim). Ello explica que no hayan sido trasladadas a Nueva York, salvo para exposiciones temporales.
Peggy Guggenheim fue enterrada en el jardín de su mansión veneciana, cerca de sus queridos perros de raza lhasa apso.

## Libros relacionados
- Confessions of an Art Addict (Confesiones de una Adicta al Arte), Peggy Guggenheim, Ecco Press, Hopewel, N.J. 1997, ISBN 0-88001-576-4
- Peggy Guggenheim: Mistress of modernism (Peggy Guggenheim: Amante del Modernismo), Mary V. Dearborn, Houghton Mifflin Books, 2004, ISBN 0-618-12806-9
- Memorias de una "Femme Fatale" del arte, Bastei-Lübbe, Bergisch Gladbach 1988, ISBN 3-404-10442-0
- Peggy Guggenheim, Francine Prose, Turner 2016, ISBN 978-84-16714-00-1
- El palazzo inacabado: arte, amor y vida en Venecia, Judith Mackrell, Siruela, 2019, ISBN 9788417860967[10]

## Peggy Guggenheim en el cine
En 2000 la actriz Amy Madigan interpretó a la mecenas neoyorquina en el largometraje de Ed Harris Pollock.